# Saison 3 de Vampire Diaries
Chronologie
Saison 2 Saison 4
Cet article présente les vingt-deux épisodes de la troisième saison de la série télévisée américaine Vampire Diaries (The Vampire Diaries).

## Généralités
L'ensemble de cette saison est centrée sur les Originaux, dont l'histoire est progressivement dévoilée. De nouveaux personnages récurrents font leur apparition afin de servir cette intrigue. Le caractère mythologique de la série est de première importance pour cette saison et devient même le moteur des intrigues principales. Les relations inter-personnages se compliquent davantage, donnant lieu à de nombreux retournements de situation, plus ou moins décisifs. Une évolution définitive s'opère pour la plupart des personnages principaux.
Le personnage de Klaus est davantage développé dans cette saison puisque l'acteur qui l'incarne, Joseph Morgan, est intégré au casting principal. Par conséquent, Klaus prend une place bien plus importante qu'auparavant dans l'intrigue principale du feuilleton.

## Synopsis
Lors de cette troisième saison, Elena est déstabilisée par Stefan qui, depuis qu'il a rejoint Klaus, semble avoir perdu son humanité. De son côté, Klaus tente tant bien que mal de créer d'autres hybrides afin de rassembler une armée de fidèles pour contrer ceux qui s'opposent à lui. Il découvre que le sang d'Elena est la clé de leur création et oblige Stefan à être son homme de main pour surveiller Elena. Damon et Elena se rapprochent peu à peu tandis que Caroline entame une relation amoureuse avec Tyler, qui devient le premier hybride de Klaus. Jeremy, quant à lui, est obsédé par des visions d'Anna et Vicki, ses ex-copines décédées, qui surviennent depuis qu'il a été ressuscité par Bonnie, sa petite amie actuelle. Un mystérieux assassin ayant pour cible les membres du « conseil des fondateurs » sème la terreur à Mystic Falls. Il y a également les autres membres de la famille des vampires originaux qui arrivent en ville. Stefan et Damon vont ainsi découvrir que leurs vies, ainsi que celles de tous les autres vampires de la planète, sont irrémédiablement liées à celles de la famille originelle. En effet, lorsqu'un originel meurt, toute la lignée de vampires qu'il ou elle a engendré(e) mourra en même temps que lui.

## Distribution

### Acteurs principaux
- Nina Dobrev (VF : Caroline Lallau) : Elena Gilbert / Katherine Pierce
- Paul Wesley (VF : Stéphane Pouplard) : Stefan Salvatore
- Ian Somerhalder (VF : Cédric Dumond) : Damon Salvatore
- Steven R. McQueen (VF : Fabrice Fara) : Jeremy Gilbert
- Katerina Graham (VF : Stéphanie Hédin) : Bonnie Bennett
- Candice Accola (VF : Fily Keita) : Caroline Forbes
- Zach Roerig (VF : Yann Peira) : Matt Donovan
- Michael Trevino (VF : Donald Reignoux) : Tyler Lockwood
- Matt Davis (VF : Alexis Victor) : Alaric Saltzman
- Joseph Morgan (VF : Sébastien Desjours) : Niklaus « Klaus » Mikaelson (épisodes 1 à 5, 8 à 15 et 18 à 22)

### Acteurs récurrents
- Marguerite MacIntyre (VF : Emmanuèle Bondeville) : shérif Elizabeth « Liz » Forbes
- Susan Walters (VF : Ariane Deviègue) : maire Carol Lockwood
- Daniel Gillies (VF : Arnaud Arbessier) : Elijah Mikaelson (épisodes 8, 12 à 15 et 22)
- Claire Holt (VF : Adeline Moreau) : Rebekah Mikaelson (épisodes 3 à 6, 8 à 10 et 13 à 22)
- Sebastian Roché (VF : Emmanuel Gradi) : Mikael Mikaelson (épisodes 3, 5, 6, 8 et 9)
- Jack Coleman (VF : Hervé Jolly) : Bill Forbes (épisodes 2 à 4, 12 et 13)
- Torrey DeVitto (VF : Véronique Desmadryl) : Meredith Fell (épisodes 10 à 13, 15 à 17, 20 et 22)
- Alice Evans (VF : Dominique Vallée) : Esther Mikaelson (épisodes 8, 13, 14, 15, 19 et 20)
- Persia White (VF : Anne Rondeleux) : Abby Bennett-Wilson (épisodes 12, 13, 15, 17 et 21)
- Casper Zafer (VF : Jean-Pierre Michaël) : Finn Mikaelson (épisodes 13, 14, 15 et 18)
- Nathaniel Buzolic (VF : Nathanel Alimi) : Kol Mikaelson (épisodes 13, 14, 15 et 19)

### Invités
- David Gallagher (VF : Damien Witecka) : Ray Sutton (épisodes 1 et 2)
- Dawn Olivieri (VF : Laurence Dourlens) : Andie Star (épisode 1)
- Lily Roberson : Sophie (épisode 1)
- Sarah Cooper (VF : Sabeline Amaury) : Keisha (épisode 1)
- Diany Rodriguez : Claudine (épisode 1)
- Arielle Kebbel (VF : Dorothée Pousséo) : Lexi Branson (épisode 7)
- April Billingsley (VF : Sabeline Amaury) : Paige (épisode 2)
- Stephen Martines (en) : Frederick (épisode 7)
- Maria Howell : Ayana (épisodes 8 et 9)
- Zane Stephens : Tony (épisodes 9 et 10)
- Daniel Newman (VF : Marc Saez) : Daniel (épisodes 11 et 12)
- Robert Ri'chard (en) (VF : Valéry Schatz) : Jamie (épisodes 12, 17 et 20)
- Cassidy Freeman (VF : Charlotte Marin) : Sage (épisodes 16, 17 et 18)
- Lindsey Garrett : Samantha Gilbert (épisode 16)
- Hannah Fierman : Marianna Lockwood (épisode 16)
- Marcus Hester : Zachariah Salvatore (épisode 16)
- Lee Spencer : Gerald Forbes (épisode 16)
- Linds Edwards : Troy (épisode 18)
- Kayla Ewell (VF : Marie-Eugénie Maréchal) : Vicki Donovan
- Malese Jow (VF : Olivia Luccioni) : Annabelle « Anna »
- Taylor Kinney (VF : Thomas Roditi) : Mason Lockwood (épisodes 6 et 7)
- Kelly Hu (VF : Ivana Coppola) : Pearl (épisode 7)
- Jasmine Guy (VF : Évelyne Grandjean) : Sheila Bennett (épisode 7)
- Lauren Cohan (VF : Marie Giraudon) : Rose (épisode 19)
- Erin Beute : Miranda Gilbert (épisode 22)
- James MacDonald : Grayson Gilbert (épisode 22)
- Sara Canning (VF : Barbara Beretta) : Jenna Sommers (épisode 22)

## Liste des épisodes

### Épisode 1:Triste Anniversaire
Pour les articles homonymes, voir Birthday.
- États-Unis : 15 septembre 2011 sur The CW[1]
- France : 31 août 2012 sur NT1[2],[3]
- Suisse : 4 octobre 2012 sur RTS Deux
- Belgique : 25 novembre 2012 sur La Deux[4]
- Québec : 4 avril 2014 sur V

- États-Unis : 3,1 millions de téléspectateurs[5] (première diffusion)
- France : 325 000 téléspectateurs

- David Gallagher (Ray Sutton)
- Dawn Olivieri (Andie Star)
- Kayla Ewell (Vicki Donovan)
- Malese Jow (Anna)
- Susan Walters (Carol Lockwood)
- Lilly Roberson (Sofie)

Deux mois sont passés depuis la mort de Jenna et le départ de Stefan avec Klaus, désormais vampire et loup-garou. Depuis, Elena n'a eu de cesse de chercher une preuve que Stefan soit toujours en vie, avec l'aide de Damon. Celui-ci, accompagné d'Alaric et d'Andie, sait que son frère est toujours vivant et le piste grâce aux nombreux meurtres commis. 
Il semblerait que Klaus et Stefan recherchent des loups-garous pour en faire des hybrides eux aussi. Cependant, Damon se rapproche et cela inquiète Klaus, qui demande à Stefan de régler ce problème. 

### Épisode 2:La Nuit des hybrides
- États-Unis : 22 septembre 2011 sur The CW
- France : 31 août 2012 sur NT1[3]
- Suisse : 4 octobre 2012 sur RTS Deux
- Belgique : 25 novembre 2012 sur La Deux
- Québec : 11 avril 2014 sur V

- États-Unis : 2,52 millions de téléspectateurs[6] (première diffusion)
- France : 300 000 téléspectateurs

- Malese Jow (Anna)
- David Gallagher (Ray Sutton)
- Jack Coleman (Bill Forbes)
- Kayla Ewell (Vicki Donovan)
- Susan Walters (Carol Lockwood)
- April Billingsley (Paige)
- Jason Mac (Derek)

Elena part dans le Tennessee à la recherche de Stefan, avec l'aide d'Alaric et de Damon.
Klaus, accompagné de Stefan et Ray, trouve un campement de loups-garous qu'il souhaite transformer en hybrides. Mais leur transformation n'aboutit pas, ce qui l'exaspère fortement.
De son côté, Jeremy parvient à convaincre Matt de l'aider à entrer en contact avec Vicki, qui clame avoir besoin d'aide ; Anna met en garde Jeremy contre les intentions de Vicki.

### Épisode 3:La Fin d'une liaison
- États-Unis : 29 septembre 2011 sur The CW
- France : 7 septembre 2012 sur NT1[3]
- Suisse : 11 octobre 2012 sur RTS Deux
- Belgique : 2 décembre 2012 sur La Deux
- Québec : 18 avril 2014 sur V

- États-Unis : 2,74 millions de téléspectateurs[7] (première diffusion)
- France : 589 000 téléspectateurs

- Sebastian Roché (Michael)
- Jack Coleman (Bill Forbes)
- Enisha Brewster (Gloria jeune)
- Claire Holt (Rebekah)
- Marguerite MacIntyre (Shérif Elizabeth Forbes)

Klaus et Stefan se rendent à Chicago pour trouver Gloria, une sorcière qui pourrait donner des réponses à Klaus. 
Stefan a des flash-backs de ses années passées là-bas où il avait rencontré Rebekah, la sœur de Klaus, et découvre que lui et Klaus s'y étaient rencontrés auparavant. En effet, Stefan et Rebekah étaient en couple à cette époque (dans les années 1920) et c'est ainsi qu'il fit la connaissance de son frère, alors surnommé Nik, et que tous deux se lièrent d'amitié. Toutefois, Klaus et sa sœur durent quitter la ville précipitamment pour échapper à un mystérieux ennemi, contraignant Klaus à effacer la mémoire de Stefan afin de couvrir ses traces.
Damon emmène Elena dans l'ancien appartement de Stefan, où il avait l'habitude d'inscrire le nom de ses victimes sur un mur lorsqu'il était « le boucher ».

### Épisode 4:Le Chasseur
- États-Unis : 6 octobre 2011 sur The CW
- France : 7 septembre 2012 sur NT1[3]
- Suisse : 11 octobre 2012 sur RTS Deux
- Belgique : 2 décembre 2012 sur La Deux
- Québec : 25 avril 2014 sur V

- États-Unis : 2,63 millions de téléspectateurs[8] (première diffusion)
- France : 600 000 téléspectateurs

- Marguerite MacIntyre (Shérif Elizabeth Forbes)
- Claire Holt (Rebekah)
- Malese Jow (Anna)
- Jack Coleman (Bill Forbes)
- Susan Walters (Carol Lockwood)
- Charmin Lee (Gloria)

Klaus compte sur Gloria, une sorcière qu'il connaît depuis longtemps, pour l'aider à trouver pourquoi il ne parvient pas à créer d'hybrides. Elle découvre, à l'insu de Klaus, qu'Elena est toujours en vie et séquestre Stefan pour obtenir davantage d'informations.
À Mystic Falls, un nouvel ennemi irrite Damon au plus haut point et le pousse à des actes qui auront des répercussions durables. 
Jeremy fait une brève percée inquiétante avec l'un de ses visiteurs fantomatiques, le laissant plus confus que jamais. 

### Épisode 5:Une vie pour une vie
- États-Unis : 13 octobre 2011 sur The CW
- France : 14 septembre 2012 sur NT1[3]
- Suisse : 18 octobre 2012 sur RTS Deux
- Belgique : 9 décembre 2012 sur La Deux
- Québec : 2 mai 2014 sur V

- États-Unis : 2,89 millions de téléspectateurs[9] (première diffusion)
- France : 420 000 téléspectateurs

- Claire Holt (Rebekah)
- Malese Jow (Anna)
- Sebastian Roché (Mikael)
- Kayla Ewell (Vicki Donovan)
- Anna Enger (Dana)
- Mark Buckland (Chad)
- Vickie Eng (l'infirmière)

### Épisode 6:Tout a changé
- États-Unis : 20 octobre 2011 sur The CW
- France : 14 septembre 2012 sur NT1[3]
- Suisse : 18 octobre 2012 sur RTS Deux
- Belgique : 9 décembre 2012 sur La Deux
- Québec : 9 mai 2014 sur V

- États-Unis : 3,03 millions de téléspectateurs[10] (première diffusion)
- France : 450 000 téléspectateurs

- Claire Holt (Rebekah)
- Sebastian Roché (Mikael)
- Malese Jow (Anna)
- Kayla Ewell (Vicki Donovan)
- Taylor Kinney (Mason Lockwood)
- Onira Tares (Cheerleader)
- TJ Hassan (Coach Lyman)

### Épisode 7:Paroles de fantômes
- États-Unis : 27 octobre 2011 sur The CW
- France : 14 septembre 2012 sur NT1[3]
- Suisse : 25 octobre 2012 sur RTS Deux
- Belgique : 16 décembre 2012 sur La Deux
- Québec : 16 mai 2014 sur V

- États-Unis : 3,28 millions de téléspectateurs[11] (première diffusion)
- France : 450 000 téléspectateurs

- Malese Jow (Anna)
- Taylor Kinney (Mason Lockwood)
- Jasmine Guy (Sheila Bennett)
- Arielle Kebbel (Lexi Branson)
- Susan Walters (Carol Lockwood)
- Kelly Hu (Pearl)
- Stephen Martines (Frederick)
- Frank Brennan (Tobias Fell)

### Épisode 8:Une famille ordinaire
- États-Unis : 3 novembre 2011 sur The CW
- France : 21 septembre 2012 sur NT1[3]
- Suisse : 25 octobre 2012 sur RTS Deux
- Belgique : 16 décembre 2012 sur La Deux
- Québec : 23 mai 2014 sur V

- États-Unis : 3,51 millions de téléspectateurs[12] (première diffusion)
- France : 478 000 téléspectateurs

- Claire Holt (Rebekah)
- Joseph Morgan (Klaus)
- Daniel Gillies (Elijah)
- Sebastian Roché (Mikael)
- Maria Howell (Ayana)
- Karlee Eldridge (Callie)
- Alice Evans (Esther)

Avec l’aide d’Elena et Bonnie, Alaric essaie de décrypter la signification de sa récente découverte. Il ne tarde pas à comprendre que les symboles de la grotte racontent l'histoire des vampires originaux. Cherchant des explications auprès de Rebekah, Elena apprend certains de ses secrets familiaux passés ainsi que l’histoire violente qu’elle partage avec Klaus et Elijah. On découvre ainsi que Mikael est en fait le père des originaux et que leur mère Esther n'est autre que la sorcière originelle en personne. Leur famille a vécu un temps dans la région de Mystic Falls au sein d'une meute de loups-garous alors qu'ils étaient encore humains. Mais lorsque l'un de leurs enfants fut accidentellement tué par les loups, Esther exécuta un puissant sortilège permettant au reste de sa famille de devenir supérieurs à ces derniers. C'est ainsi que la race vampirique fut créée.

### Épisode 9:Le Maillon faible
- États-Unis : 10 novembre 2011 sur The CW
- France : 21 septembre 2012 sur NT1[3]
- Suisse : 1er novembre 2012 sur RTS Deux
- Belgique : 23 décembre 2012 sur La Deux
- Québec : 30 mai 2014 sur V

- États-Unis : 3,17 millions de téléspectateurs[13] (première diffusion)
- France : 530 000 téléspectateurs

- Claire Holt (Rebekah)
- Sebastian Roché (Mikael)

Mikael a un plan pour tuer Klaus à l'aide d'un pieu spécial et il demande à Stefan de le ramener à Mystic Falls, où se déroule le bal de rentrée du lycée. Rebekah décide d'aider le groupe à tuer Klaus pour venger sa mère, qu'il a tuée, mais Elena, qui doute de sa détermination à tuer son propre frère, la poignarde avec l'une des dagues. Le bal, qui a été annulé à cause d'une inondation, se déroule chez Tyler. Cependant, Klaus étant l'organisateur, la fête est constituée d'hybrides à son service. Les plans de tous tombent à l'eau mais un certain vampire refait son apparition pour aider Stefan, Damon et Elena.
Ainsi, Stefan est sauvé par Katherine, puis, à la surprise de tous, sauve à son tour Klaus alors que Damon est sur le point de le tuer. Klaus tue aussitôt Mikael en utilisant sa propre arme contre lui avant de rendre sa liberté à Stefan en guise de remerciement.

### Épisode 10:Nouvelle Donne
- États-Unis : 5 janvier 2012 sur The CW
- France : 21 septembre 2012 sur NT1[3]
- Suisse : 1er novembre 2012 sur RTS Deux
- Belgique : 23 décembre 2012 sur La Deux
- Québec : 6 juin 2014 sur V

- États-Unis : 3,32 millions de téléspectateurs[14] (première diffusion)
- France : 410 000 téléspectateurs

- Claire Holt (Rebekah)
- Kimberley Drummond (Mindy)
- Zane Stephens (Toby)
- Justine Ezarik (Barmaid)
- Torrey DeVitto (Dr Meredith Fell)

Damon et Elena se remettent à peine de l'échec de leur plan pour tuer Klaus que ce dernier vient les voir en leur annonçant qu'il compte s'installer à Mystic Falls avec ses hybrides. Il leur explique aussi que Stefan lui a volé quelque chose d'une grande valeur et qu'il souhaite récupérer quoi qu'il en coûte. Il leur propose un marché : s'ils parviennent à retrouver Stefan et à le convaincre de cesser ses actions, il les laissera tranquilles. Cependant, ce dernier n'a pas l'intention de donner quoi que ce soit à son ennemi juré et, avec l'aide de Bonnie, il entreprend de cacher les cercueils dans la maison où furent brûlées les sorcières. Les esprits de ces dernières vont les aider grâce à un sortilège. De son côté, Bonnie est victime d'un cauchemar récurrent dans lequel Klaus se trouve enfermé dans l'un des 4 cercueils volés, visiblement mort, avec dans ses mains le collier d'Esther. La jeune sorcière comprend alors que ces rêves ont une signification et est persuadée que le quatrième cercueil en question renferme un autre moyen de tuer Klaus.
Pendant ce temps, avec la complicité de Tyler, Klaus parvient à hypnotiser Jeremy pour le persuader de se laisser percuter par une voiture conduite par un hybride. Alaric le sauve in extremis et est blessé à sa place mais ne parvient cette fois pas à se remettre entièrement de ses blessures, malgré la bague. Il est donc forcé d'être conduit à l'hôpital où il fait la connaissance du Dr Meredith Fell. Elena passe alors un accord avec Klaus : lui donner le corps de Rebekah pour que Jeremy soit épargné, après quoi, elle demande à Damon d'hypnotiser Jeremy pour qu'il quitte la ville. Damon parvient finalement à convaincre Stefan de coopérer avec lui afin de vaincre Klaus ensemble, sans l'aide d'Elena. Stefan et Bonnie tentent en vain d'ouvrir le quatrième cercueil et comprennent alors qu'il a été scellé par la magie.

### Épisode 11:Couper les ponts
- États-Unis : 12 janvier 2012 sur The CW
- France : 28 septembre 2012 sur NT1[3]
- Suisse : 8 novembre 2012 sur RTS Deux
- Belgique : 30 décembre 2012 sur La Deux
- Québec : 13 juin 2014 sur V

- États-Unis : 2,86 millions de téléspectateurs[15] (première diffusion)
- France : 578 000 téléspectateurs

- Marguerite MacIntyre (Shérif Elizabeth Forbes)
- Susan Walters (Carol Lockwood)
- Torrey DeVitto (Dr Meredith Fell)
- Kimberley Drummond (Mindy)
- David Colin Smith (Brian Walters)
- Daniel Newman (II) (Daniel Warren)

Alaric retrouve le Dr Fell, qui l'avait soigné précédemment, au cours d'une réunion du conseil des Fondateurs et rencontre également son ancien petit ami, Brian Walters, un médecin légiste avec qui elle se dispute. Stefan exige de Klaus qu'il fasse partir ses hybrides de Mystic Falls, menaçant Elena et par là même occasion, le sang qui lui permet de créer les hybrides. De son côté, Jeremy, hypnotisé par Damon à la demande d'Elena qui craint pour sa vie, part pour Denver dans une nouvelle école, tandis qu'Elena est troublée par le baiser qu'elle a échangé avec Damon.

### Épisode 12:Des liens et du sang
- États-Unis : 19 janvier 2012 sur The CW
- France : 28 septembre 2012 sur NT1[3]
- Suisse : 8 novembre 2012 sur RTS Deux
- Belgique : 30 décembre 2012 sur La Deux
- Québec : 20 juin 2014 sur V

- États-Unis : 2,71 millions de téléspectateurs[16] (première diffusion)
- France : 500 000 téléspectateurs

- Jack Coleman (Bill Forbes)
- Torrey DeVitto (Dr Meredith Fell)
- Persia White (Abby Bennett Wilson)
- Daniel Gillies (Elijah)
- Zane Stephens (Tony)
- Daniel Newman (II) (Daniel Warren)
- Robert Ri'chard (Jamie)

Le père de Caroline aide Tyler à se libérer de l'emprise de Klaus en le forçant à se transformer. Malheureusement, la situation lui échappe quand Tyler parvient à briser ses chaînes et l'attaque violemment, au point d'être conduit en urgence à l'hôpital de Mystic Falls, où le Dr Fell tente alors de le sauver. De son côté, Stefan apprend de la bouche d'Elena que Damon l'a embrassée. Il cède à la colère et le frappe en plein visage. Alaric apprend quant à lui le secret de Meredith lorsqu'elle parvient à sauver Bill Forbes : elle se sert du sang de vampire pour soigner les patients qu'elle ne peut sauver par la médecine. En retour, Alaric lui explique le secret de sa guérison miraculeuse, sa chevalière, et lui révèle également sa double vie de chasseur de vampires. En parallèle, Bonnie retrouve sa mère, Abby, qui l'avait abandonnée dans son enfance, pour lui demander de l'aide afin d'ouvrir le cercueil scellé après l'avoir vue en rêve. Mais Abby a perdu ses pouvoirs il y a des années, en neutralisant Mikael, lequel avait débarqué en ville afin de tuer Elena. Elle s'excuse auprès de sa fille pour avoir tenté de fuir son ancienne vie, et décide de la suivre à Mystic Falls afin de l'aider à trouver une solution pour ouvrir le cercueil. Bonnie fait également la connaissance de Jamie, le jeune fils d'un ex-petit ami d'Abby, que cette dernière élève comme son propre enfant. 

### Épisode 13:Réunion de famille
- États-Unis : 2 février 2012 sur The CW
- France : 28 septembre 2012 sur NT1[3]
- Suisse : 15 novembre 2012 sur RTS Deux
- Belgique : 6 janvier 2013 sur La Deux
- Québec : 27 juin 2014 sur V

- États-Unis : 2,74 millions de téléspectateurs[17] (première diffusion)
- France : 580 000 téléspectateurs

- Claire Holt (Rebekah)
- Marguerite MacIntyre (Shérif Elizabeth Forbes)
- Daniel Gillies (Elijah)
- Jack Coleman (Bill Forbes)
- Torrey DeVitto (Dr Meredith Fell)
- Alice Evans (Esther)
- Persia White (Abby Bennett Wilson)
- Nathaniel Buzolic (Kol)
- Casper Zafer (Finn)

Abby et Bonnie ouvrent le dernier cercueil mais sont attaquées par la chose qui était enfermée à l'intérieur. Chez les vampires originaux a lieu un dîner de négociations entre Klaus, Stefan, Damon et Elijah. Lors de ce dîner, Klaus propose un marché : il laisse Elena sauve et lui promet une vie heureuse avec un humain, en échange, les frères Salvatore lui rendent le cercueil scellé. Stefan refuse et est pris au piège par Klaus, qui menace de le brûler vif. Pour sauver son frère du feu, Damon n'a d'autre choix que d'aller chercher le cercueil. Klaus demande à Elijah de l'accompagner pour être sûr de le récupérer, mais il ignore qu'Elijah et Damon sont de mèche depuis le début, Elijah ayant perdu sa confiance en Klaus et voulant se venger. Klaus se rend compte qu'Elijah a réveillé le reste de leur famille : Rebekah, Finn et Kol. Tous souhaitent se venger. Cependant, l'occupante du dernier cercueil s'avère être leur mère Esther, la sorcière originelle, qui débarque sous leurs yeux alors qu'ils la croyaient morte depuis 1000 ans. Tous s'attendent à ce qu'elle tue Klaus mais elle décide de tout lui pardonner.

### Épisode 14:Esther
- États-Unis : 9 février 2012 sur The CW
- France : 5 octobre 2012 sur NT1[3]
- Suisse : 15 novembre 2012 sur RTS Deux
- Belgique : 6 janvier 2013 sur La Deux
- Québec : 4 juillet 2014 sur V

- États-Unis : 3,08 millions de téléspectateurs[18] (première diffusion)
- France : 458 000 téléspectateurs

- Claire Holt (Rebekah)
- Daniel Gillies (Elijah)
- Alice Evans (Esther)
- Nathaniel Buzolic (Kol)
- Casper Zafer (Finn)
- Susan Walters (Carol Lockwood)

### Épisode 15:La Chair de ma chair
- États-Unis : 16 février 2012 sur The CW
- France : 5 octobre 2012 sur NT1[3]
- Suisse : 22 novembre 2012 sur RTS Deux
- Belgique : 13 janvier 2013 sur La Deux
- Québec : 11 juillet 2014 sur V

- États-Unis : 2,9 millions de téléspectateurs[19] (première diffusion)
- France : 470 000 téléspectateurs

- Claire Holt (Rebekah)
- Torrey DeVitto (Dr Meredith Fell)
- Daniel Gillies (Elijah)
- Alice Evans (Esther)
- Persia White (Abby Bennett Wilson)
- Nathaniel Buzolic (Kol)
- Casper Zafer (Finn)

Elena s'en veut de ce qu'elle a dit à Damon la veille. Elle finit par aller chez les Salvatore où elle tombe nez à nez avec Damon et Rebekah.
Pendant ce temps, Elijah continue de penser que sa mère prépare quelque chose derrière son dos et ceux de ses frères et sœur. Elijah demande alors à Elena de l'accompagner et l'emmène dans un coin perdu où il lui raconte son enfance. Elena finit par tout lui avouer sur le fait qu'Esther n'est pas revenue pour les réunir de nouveau mais pour les tuer, elle regrette de l'avoir aidé à les lier et espère trouver un moyen pour qu'Elijah ne meure pas. Il en parle ensuite à Rebekah qui, après que celui-ci ait caché Elena dans une des galeries souterraines de Mystic Falls, la surveille afin qu'elle ne puisse ruiner les plans d'Elijah.
En parallèle, Esther demande de l'aide à Bonnie et Abby car elle obtient ses pouvoirs de la lignée des Bennett.

### Épisode 16:1912
- États-Unis : 15 mars 2012 sur The CW
- France : 5 octobre 2012 sur NT1[3]
- Suisse : 22 novembre 2012 sur RTS Deux
- Belgique : 13 janvier 2013 sur La Deux
- Québec : 18 juillet 2014 sur V

- États-Unis : 2,64 millions de téléspectateurs[20] (première diffusion)
- France : 410 000 téléspectateurs

- Marguerite MacIntyre (Shérif Elizabeth Forbes)
- Susan Walters (Carol Lockwood)
- Hannah Fierman (Marianna Lockwood)
- Lindsey Garrett (Samantha Gilbert)
- Lee Spencer (Gerald Forbes)
- Marcus Hester (Zachariah Salvatore)
- Arthur Bridgers (Barker)
- Claire Holt (Rebekah)
- Torrey DeVitto (Dr Meredith Fell)
- Cassidy Freeman (Sage)

Les meurtres survenant à Mystic Falls rappellent à Damon une série de meurtres similaires qui a eu lieu un siècle plus tôt, en 1912. En parallèle, le shérif Forbes l'avertit de ne pas s'impliquer dans son enquête, mais Damon est convaincu qu'elle se dirige vers le mauvais suspect, Alaric ayant été livré à la police par Meredith, qui l'accuse des meurtres. Il se remémore alors son séjour à Mystic Falls en 1912, où il avait retrouvé Stefan après 50 ans de séparation, pour l'enterrement de leur "oncle", mort assassiné. Les deux frères tentent de fouiller leur passé à cette période, à la recherche d'un éventuel lien avec les actuels meurtres, pour innocenter Alaric. Stefan avait alors cessé de se nourrir de sang humain grâce à l'aide de Lexi, tandis que Damon apprenait à se nourrir d'humains sans les tuer pour autant. Il fit ainsi la connaissance de Sage, une séduisante vampire, qui lui enseigna l'art de séduire les femmes pour ensuite se nourrir sur elles tout en y prenant du plaisir. Il tenta d'enseigner à son tour cette méthode à son frère, mais Stefan ne put contrôler sa soif de sang et se remit à tuer, devenant un véritable tueur sanguinaire, le boucher, par la faute de Damon. 
De leur côté, Elena et Matt ont recours à l'effraction pour prouver que Meredith est bien la meurtrière. Au cours de leur enquête, les deux adolescents se rapprochent et Elena explique à Matt la nature de ses sentiments pour les frères Salvatore. Tous deux finissent par découvrir que les documents d'autopsie de Brian Walters comportent une erreur, puisque l'heure du décès n'est pas la même sur la copie. Par conséquent, l'alibi d'Alaric pour la nuit du meurtre est reconnu par le shérif, qui le libère.
Pendant ce temps, pour des raisons connues d'elle seule, Rebekah s'intéresse aux plus anciens monuments de la ville. Elle souhaite en effet retrouver le chêne blanc des originaux afin de le détruire et ainsi d'empêcher quiconque de s'en servir pour les tuer, elle et son frère. Elle affirme également à Damon avoir connu Sage, cette dernière ayant fréquenté Finn, pour qui elle avait des sentiments, 900 ans plus tôt.

### Épisode 17:Son autre visage
- États-Unis : 22 mars 2012 sur The CW
- France : 12 octobre 2012 sur NT1[3]
- Suisse : 29 novembre 2012 sur RTS Un
- Belgique : 20 janvier 2013 sur La Deux
- Québec : 25 juillet 2014 sur V

- États-Unis : 2,69 millions de téléspectateurs[21] (première diffusion)
- France : 491 000 téléspectateurs

- Claire Holt (Rebekah)
- Torrey DeVitto (Dr Meredith Fell)
- Persia White (Abby Bennett Wilson)
- Robert Ri'chard (Jamie)
- Cassidy Freeman (Sage)
- Susan Walters (Carol Lockwood)

### Épisode 18:Descendance
- États-Unis : 29 mars 2012 sur The CW
- France : 12 octobre 2012 sur NT1[3]
- Suisse : 29 novembre 2012 sur RTS Un
- Belgique : 20 janvier 2013 sur La Deux
- Québec : 1er août 2014 sur V

- États-Unis : 2,44 millions de téléspectateurs[22] (première diffusion)
- France : 500 000 téléspectateurs

- Claire Holt (Rebekah)
- Casper Zafer (Finn)
- Cassidy Freeman (Sage)
- Linds Edwards (Troy)

Stefan, Damon, Elena, Caroline et Matt décident de tuer un des Mikaelson car ils sont tous liés entre eux par le sort jeté par leur mère Esther. Pour ce faire, ils disposent de 11 pieux taillés dans les restes du deuxième chêne blanc. Ils pensent avoir l'avantage car Rebekah croit avoir fait brûler tout ce qui restait de ce chêne. Ils décident de prendre cette dernière pour cible mais leur plan ne se déroule pas comme prévu. Rebekah est fâchée contre Damon car il a utilisé Sage pour lire dans ses pensées : elle le capture et le torture pour se venger. 
Pendant ce temps, Klaus kidnappe Bonnie et la force à annuler le sort qui lie tous les originels entre eux. Il la menace de s'en prendre à Jeremy et à sa mère. Bonnie obtempère donc, à contrecœur, et réussit à briser le lien. Ainsi, lorsque Stefan, avec la complicité de Matt, plante un pieu dans le cœur de Finn, les autres originels survivent.  
Furieuse que son bien-aimé ait été tué, Sage tente de s'en prendre à Stefan, mais elle meurt soudainement sans avoir le temps de se venger. Sage avait été transformée par Finn, et Finn est mort. Stefan réalise alors que si tous les originels sont tués, c'est la race entière des vampires qui s'éteindra à jamais. Il décide alors de passer un marché avec Klaus : il lui remet 8 pieux pour récupérer Damon. Mais Klaus n'est pas dupe : il hypnotise Damon, qui n'est plus protégé par le veine de Vénus, et apprend qu'il reste 3 pieux dans la nature. Mais Rebekah finit par libérer Damon en gage de bonne foi, à condition que les 3 pieux restants lui soient apportés. Klaus est très mécontent de s'être fait doubler par sa propre sœur et ils se disputent. Rebekah se rend alors compte que Klaus se contrefiche des autres originels et qu'il souhaite se créer sa propre famille.  
Stefan dit à Elena qu'il l'aime encore et lui demande de le regarder dans les yeux et de lui jurer qu'elle ne ressent rien pour Damon, ce qu'elle ne peut évidemment pas faire. Stefan s'en va, déçu. 

### Épisode 19:Au cœur des ténèbres
- États-Unis : 19 avril 2012 sur The CW
- France : 12 octobre 2012 sur NT1[3]
- Suisse : 6 décembre 2012 sur RTS Un
- Belgique : 27 janvier 2013 sur La Deux
- Québec : 8 août 2014 sur V

- États-Unis : 2,21 millions de téléspectateurs[23] (première diffusion)
- France : 600 000 téléspectateurs

- Claire Holt (Rebekah)
- Nathaniel Buzolic (Kol)
- Alice Evans (Esther)
- Lauren Cohan (Rose)

Elena et Damon partent pour Denver afin de ramener Jeremy, qui n'est plus en sécurité et lui demandent de contacter Rose afin de savoir lequel des originaux l'a transformée. Rose leur apprend qu'aucun original ne l'a transformée et qu'il s'agissait d'une certaine Mary Porter. Ils passent la nuit dans un motel et s'embrassent. Le lendemain, ils découvrent que Kol a tué Mary Porter. 

### Épisode 20:Alaric
- États-Unis : 26 avril 2012 sur The CW
- France : 19 octobre 2012 sur NT1[3]
- Suisse : 6 décembre 2012 sur RTS Un
- Belgique : 27 janvier 2013 sur La Deux
- Québec : 15 août 2014 sur V

- États-Unis : 2,22 millions de téléspectateurs[24] (première diffusion)
- France : 567 000 téléspectateurs

- Claire Holt (Rebekah)
- Torrey DeVitto (Dr Meredith Fell)
- Robert Ri'chard (Jamie)
- Alice Evans (Esther)

### Épisode 21:Le Choix d'Elena
- États-Unis : 3 mai 2012 sur The CW
- France : 19 octobre 2012 sur NT1[3]
- Suisse : 13 décembre 2012 sur RTS Deux[25]
- Belgique : 3 février 2013 sur La Deux
- Québec : 22 août 2014 sur V

- États-Unis : 2,54 millions de téléspectateurs[26] (première diffusion)
- France : 500 000 téléspectateurs

- Claire Holt (Rebekah)
- Marguerite MacIntyre (Shérif Elizabeth Forbes)
- Susan Walters (Carol Lockwood)
- Persia White (Abby Bennett Wilson)

### Épisode 22:Ne jamais dire adieu
- États-Unis : 10 mai 2012 sur The CW[27]
- France : 19 octobre 2012 sur NT1[3]
- Suisse : 13 décembre 2012 sur RTS Deux[25]
- Belgique : 3 février 2013 sur La Deux
- Québec : 29 août 2014 sur V

- États-Unis : 2,53 millions de téléspectateurs[28] (première diffusion)
- France : 500 000 téléspectateurs

- Claire Holt (Rebekah)
- Daniel Gillies (Elijah)
- Marguerite MacIntyre (Shérif Elizabeth Forbes)
- Torrey DeVitto (Dr Meredith Fell)
- Sara Canning (Jenna Sommers)
- Erin Beute (Miranda Gilbert)
- Jason MacDonald (Grayson Gilbert)
- Susan Walters (Carol Lockwood)